# Frank Francisco
Franklin Francisco (nacido el 11 de septiembre de 1979 en Santo Domingo) es un ex lanzador de relevo dominicano de Grandes Ligas que jugaba en la organización Chicago White Sox.

## Carrera

### Texas Rangers
Francisco fue firmado originalmente como amateur por los Medias Rojas de Boston. Fue cambiado por los Medias Rojas a los Medias Blancas de Chicago el 31 de julio de 2002, junto con Byeong-Hak An en un cambio por el relevista Bob Howry. El 1 de julio de 2003, los Medias Blancas adquirieron a Carl Everett desde los Rangers de Texas a cambio de tres jugadores a ser nombrado más tarde. El 25 de julio de 2003, Francisco, Josh Rupe, y el ligas menores Anthony Webster fueron enviados a los Rangers para completar la operación.
Francisco es conocido por su participación en uno de los peores incidentes de violencia que involucra la fanaticada. El 13 de septiembre de 2004, arrojó una silla plegable a la multitud en un partido contra los Atléticos de Oakland. El incidente se intensificó cuando el lanzador de los Rangers Doug Brocail salió del bullpen de los Rangers para enfrentarse a un fanático, Craig Bueno. La silla que arrojó Francisco golpeó a Jennifer Bueno en la cara y le provocó un corte, lo que requirió puntos de sutura. Francisco fue detenido y el 30 de junio de 2005, se declaró nolo contendere de los cargos. Fue condenado a clases de manejo de ira y a un programa de trabajo. Una demanda civil presentada por la mujer golpeada con la silla fue colocada el 12 de enero de 2007. Los términos del acuerdo incluyeron un pago no revelado y una disculpa pública.
Francisco fue suspendido por el resto de la temporada 2004, y se perdió toda la temporada 2005 después de someterse a una cirugía Tommy John. Después de dos años fuera de los Rangers, Francisco se unió al club el 8 de septiembre de 2006.
Después de una mala pretemporada, Francisco comenzó el 2007 con el equipo de Triple-A filial de los Rangers, Oklahoma RedHawks. Después de una lesión de Éric Gagné, a mediados de abril, Francisco fue llamado a las Grandes Ligas. Pasó un poco tiempo de 2008 como cerrador de los Rangers después de una lesión del cerrador regular C. J. Wilson.
Francisco comenzó otra vez el 2009 como cerrador. Tuvo un fuerte inicio, no permitiendo carreras en sus primeras siete entradas de trabajo, permitiendo apenas tres hits y un boleto, mientras obtuvo dos salvamentos. A través de abril, Francisco mantuvo un efectividad perfecto de 0.00 con un boleto y nueve ponches, así como seis salvamentos. Permitió su primera carrera en 2009 con un jonrón conectado por el segunda base de los Atléticos de Oakland, Adam Kennedy. El 14 de agosto, Francisco dejó escapar una ventaja de 2 carreras en el primer partido de un posible wild card entre los Rangers y los Medias Rojas, permitiendo 6 carreras, lo que resultó en una derrota 8-4 ante los Medias Rojas. Después de este momento desastroso, Francisco lanzó una novena entrada casi perfecta el 17 de agosto para hacerse con el salvamento.
Francisco y los Rangers acordaron un pago de 3.265 millones de dólares evitando arbitraje para la temporada de 2010.
Francisco perdió el puesto de cerrador después de echar a perder 2 salvamentos en sus primeras dos oportunidades al comienzo de la temporada 2010.

### Toronto Blue Jays
El 25 de enero de 2011, Francisco fue cambiado a los Azulejos de Toronto a cambio del receptor/primera base Mike Napoli. El 29 de enero de 2011, Francisco llegó a un acuerdo con los Azulejos de Toronto con un contrato de un año. Después de una temporada en la lista de lesionados, Francisco hizo su debut como miembro de los Blue Jays el 20 de abril de 2011. Francisco entregó un jonrón al jardinero central de los Yankees Curtis Granderson. El tiempo de Francisco con los Azulejos de Toronto fue mediocre. El 7 de julio de 2011, echó a perder una ventaja de 4-0 sobre los Indios de Cleveland en la novena entrada.

### New York Mets
El 6 de diciembre de 2011, Francisco firmó un contrato de dos años y $14 millones con los Mets de Nueva York.